# منطقة بانسوارا
بانسوارا رمزها «BN» (بالإنجليزية: Banswara)‏ ، هو تقسيم إداري لدولة الهند تتبع ولاية راجاستان (بالإنجليزية: Rajasthan)‏ ، مركزها هو مدينة بانسوارا (بالإنجليزية: Banswara)‏ عدد سكانها حسب تعداد سنة 2001 هو 1,500,420 ، مساحتها 5,037 كم² وكثافة السكان 298 لكل كم² .